# Snohomish (Washington)

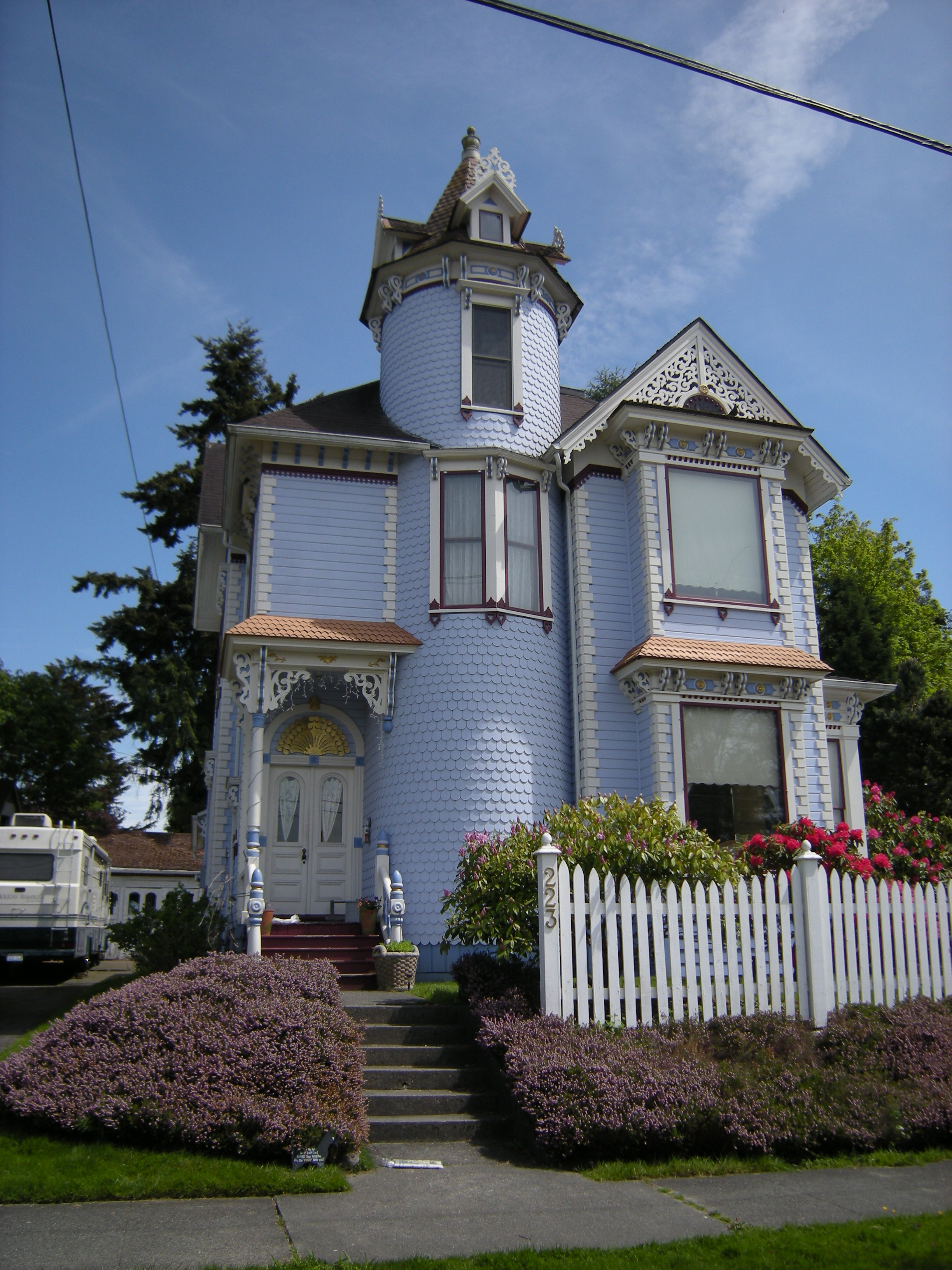
Ein Haus im Queen-Anne-Stil in 223 Avenue A.

Snohomish ist eine Stadt (City) im Snohomish County im US-Bundesstaat Washington. Zum United States Census 2020 hatte die Stadt 10.126 Einwohner. Bürgermeister von Snohomish ist John T. Kartak und der Verwaltungschef Steve Schuller. Snohomish rühmt sich selbst seiner historischen Innenstadt und ist für die vielen Antiquitäten-Geschäfte bekannt, weshalb sie auch „Antique Capital of the Northwest“ genannt wird. Das historische Geschäfts- und Wohnzentrum der Stadt bildet den Snohomish Historic District, welcher im National Register of Historic Places gelistet ist. Viele Häuser tragen Plaketten mit dem Baujahr und den Namen der ursprünglichen Bewohner. Die Stadt bietet in jedem Jahr Touren durch den historischen Bezirk an; eines der historischen Gebäude ist das ganzjährig geöffnete Museum Blackman House. Ein Flugplatz für die allgemeinen Luftfahrt, das Harvey Airfield, befindet sich weniger als eine Meile (1,6 km) südwestlich von Downtown Snohomish.

## Geschichte
Snohomish wurde um 1858 von Emory C. Ferguson, E. F. Cady und anderen gegründet. Es war ursprünglich als Cadyville bekannt und änderte 1871 seinen Namen in Snohomish City. Der Name Snohomish stammt vom lokal dominanten Indianerstamm „sdoh-doh-hohbsh“, dessen Bedeutung ausgiebig diskutiert wird.
Als eine der ersten Städte der Puget-Sound-Region im Binnenland wurde Snohomish dort gebaut, wo eine geplante Militärstraße Fort Steilacoom und Fort Bellingham mit einer Querung des Snohomish River verbinden sollte. Die Straße, zu Beginn des Pig War geplant, sollte weit genug im Inland liegen, um vor Angriffen britischer Schiffe geschützt zu sein. Obwohl die Straße nie vollendet wurde, entwickelte sich Snohomish schnell zu einem wirtschaftlichen Zentrum in der expandierenden Region. 1861 wurde das Snohomish County vom Island County abgetrennt und das Village of Snohomish zum County Seat gewählt. Das blieb es bis 1897, als der County Seat nach einer kontroversen Kampfabstimmung in die größere und neuere Nachbarstadt Everett verlegt wurde.
Der erste Unterricht in Snohomish wurde 1867 oder 1869 organisiert. Die Stadt wurde als Gebietskörperschaft 1890 anerkannt; Hyrcanus Blackman (welcher seit 1888 Polizeichef mit einem monatlichen Salär von 20 US$ plus 2 US$ für jeden Arrest war) war ihr erster Bürgermeister. 1893 wurde die erste Rollschuhbahn gebaut und 1894 schlossen die ersten Studenten die Snohomish High School ab. Bis 1899 war Snohomish eine prosperierende Stadt mit einer Bevölkerung von 2.000 Einwohnern, 25 Geschäften und 80 Wohnhäusern.

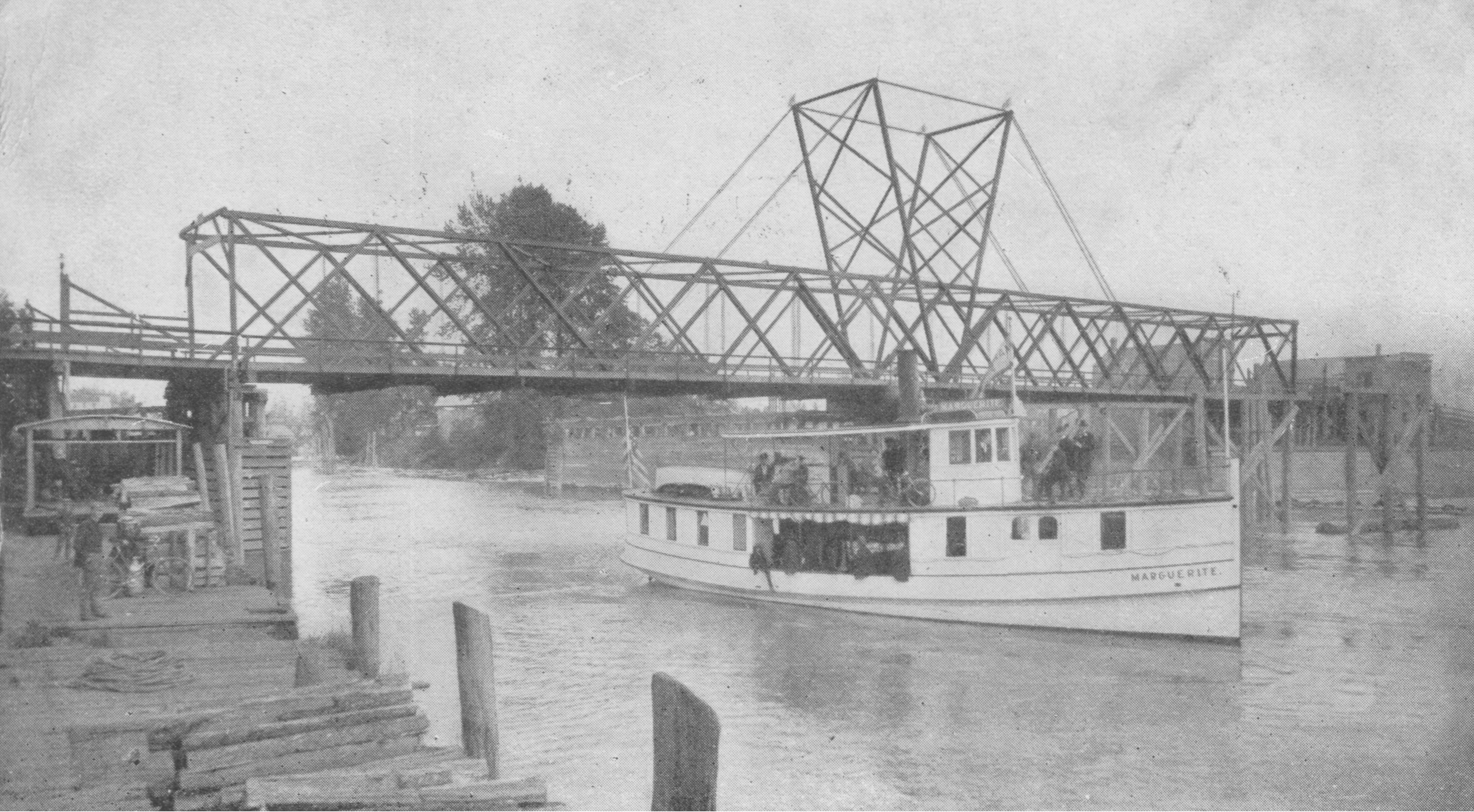
Dampfboot Marguerite in Snohomish, Washington, vor dem 24. Mai 1907

Das erste Auto im County fuhr 1901 in Snohomish. 1903 wurde die First Street mit Steinen befestigt. Zur Fertigstellung gab es ein drei Tage währendes Fest und noch Jahre später waren die Einwohner so stolz auf ihre Straße, dass sie sie jede Woche mit einem Feuerwehrschlauch reinigten. Ebenfalls 1903 wurde die Everett–Snohomish Interurban eröffnet. Diese Interurban wurde bereits im Dezember 1921 wieder eingestellt, nachdem eine Überschwemmung Teile der Strecke zerstört hatte.
Emma C. Patric wurde 1901 zur ersten Bibliothekarin der Stadt bestellt, ein Ereignis, das schließlich 1910 zur großartigen Eröffnung der ersten öffentlichen Bibliothek (The Carnegie Library) führte. Heute ist es das älteste erhaltene öffentliche Gebäude der Stadt. 1911 brach ein verheerender Brand in der First Street aus und alles zwischen den Avenues B und C wurde zerstört. Der Brand begann, als ein kleines Feuer im Palace Cafe auf der Südseite der Straße am Memorial Day etwa um 4 Uhr morgens außer Kontrolle geriet. Fünfunddreißig Geschäftshäuser wurden beschädigt und Waren im Wert von 173.000 US$ zerstört. Ungeachtet der Katastrophe wuchs die Stadt weiter und die Einwohnerzahl erreichte 1920 knapp über 3.000. Die Bevölkerungszahl sollte über die nächsten 40 Jahre ziemlich stabil bleiben.
Die Große Depression konnte Snohomish nicht direkt etwas anhaben, weil die Wirtschaftsstruktur von landwirtschaftlichen Familienbetrieben geprägt war. Einer der größten Arbeitgeber der Stadt, Bickford Ford,  wurde 1934 von Lawrence Bickford gegründet; das Autohaus florierte, als viele andere scheiterten. Die 1930er Jahre machten Snohomish als Heimat des großartigen Baseballers Earl Averill bekannt, dem einzigen aus Washington stammenden in der Baseball Hall of Fame. Averill spielte von 1929 bis 1941, hauptsächlich bei den Cleveland Indians.
In den 1960er Jahren trat Snohomish in eine Phase des Niedergangs. Weil Boeing in Schwierigkeiten geriet, wurden viele Leute entlassen und mussten sich anderswo eine neue Arbeit suchen. Allgemein machte die Phrase „Macht der letzte aus Seattle bitte das Licht aus?“ die Runde. Snohomish begann sich ab 1965 mit einem Entwicklungsplan zu wehren, der den Abriss der historischen Häuser entlang der First Street zugunsten einer geschlossenen Mall vorsah. Der Plan wurde aufgrund fehlender Finanzierung nicht umgesetzt und das Gebiet hat bis heute viel von seiner Geschichte bewahrt.

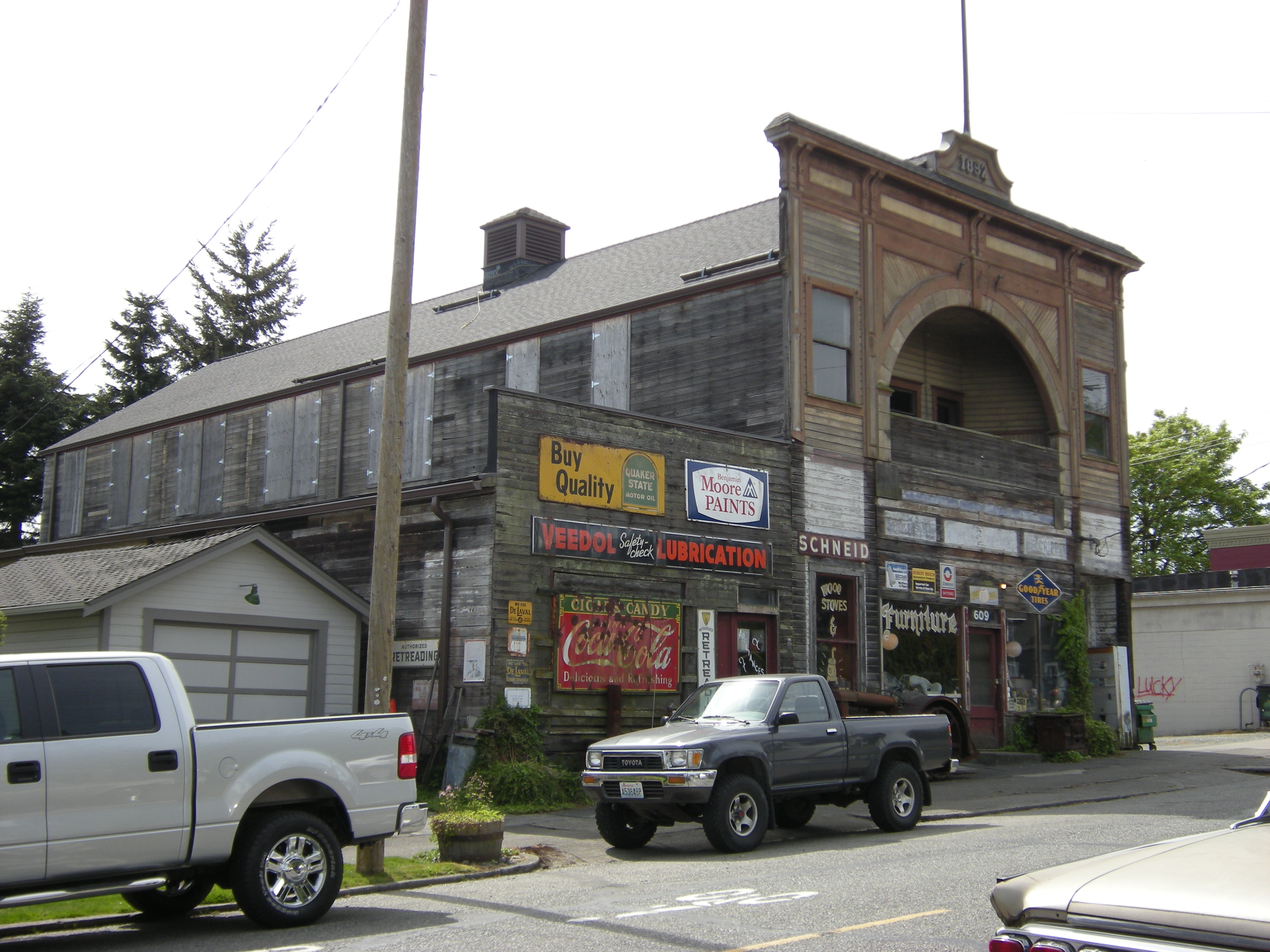
Das Alcazar Opera House, erbaut 1892, später als Laden für landwirtschaftlichen Bedarf geführt und heute einer der vielen Antiquitätenläden in Snohomish.

Die ökonomische Krise der Stadt hielt während der 1970er Jahre an. In dieser Zeit wurde die Innenstadt zunehmend von Bars und kleinen Geschäften geprägt. 1973 nahm die Stadt eine Denkmalschutz-Satzung an, um die historischen Gebäude und Einrichtungen vor der Zweckentfremdung zu schützen sowie Abriss zu verhindern und Neubauten in den historischen Charakter einzufügen. Im Jahr darauf wurde der Historic Business District, ein Areal von 36 Blocks, im National Register of Historic Places aufgenommen. Größere Läden zogen aus der First Street fort und siedelten sich in Neugründungen und Malls an, die entlang der Second Street und Avenue D entstanden.
1974 brannte die Seattle-Snohomish Mill aus und wurde von den Eigentümern wieder aufgebaut. Im Jahr darauf suchte ein schweres Hochwasser die Gegend heim und beschädigte über 300 Wohnhäuser und tötete 3.500 Stück Vieh, doch die Stadt konnte den Betroffenen helfen. 1976 und 1978 lebte der Geist der Stadt auf, als die Snohomish High School die AAA State Football Championships unter Trainer Dick Armstrong gewannen.
In den 1980er Jahren verlieh die Entwicklung in Snohomish, darunter die Eröffnung von zwei 7-Eleven-Geschäften und einem McDonald’s, der Stadt neue Energie. 1981 drehte Richard Pryor Teile von Bustin' Loose in der Stadt. Snohomish erhielt 1983 zusätzlich Aufmerksamkeit von Hollywood durch den Film WarGames als ein Schüler der Highschool (David Lightman, gespielt von Matthew Broderick) sich in ein militärisches Computersystem hackte. (Die im Film gezeigte Highschool ist die El Segundo High School in El Segundo, Kalifornien.)
Um 1985 wurde die Umgehung des U.S. Highway 2 fertiggestellt, was dem bis dahin durch die Stadt fließenden Verkehr die Umfahrung ermöglichte. Das beseitigte vor allem die Staus, die zum Alltag der Stadt gehörten und erlaubte der Stadt, ihren friedvollen Charakter bis heute zu bewahren.
In den 1990er Jahren wurde die First Street rückentwickelt, um die historischen Gebäude als Touristenattraktion bewahren zu können. Die Bürgersteige wurden wieder eingerichtet und öffentliche Toiletten gebaut. Rathaus und Polizeistation wurden aus den First Street entfernt und eine neue Feuerwache wurde gebaut; auch die historischen Gebäude wurden renoviert.
Heute steht Snohomish für ein Modell, wie eine Stadt ihr Geschäftsviertel neu beleben und ihren historischen Charme bewahren kann. Snohomish hat nicht aufgehört zu wachsen, hat aber viel an der früheren Route 2 entwickelt, die heute als Bickford Avenue bekannt ist. Snohomish hat stets die Balance zwischen Geschäften in modernen Gebäuden für die Einwohner und den speziellen Läden in den historischen Stadtvierteln für die Besucher gewahrt.

## Geographie
Nach dem United States Census Bureau nimmt die Stadt eine Gesamtfläche von 9,32 km² ein, wovon 8,91 km² Land- und der Rest Wasserflächen sind.

## Demographie
| Jahr | Einwohner¹ |
| ---- | ---------- |
| 1880 | 149        |
| 1890 | 1.903      |
| 1900 | 2.101      |
| 1910 | 3.244      |
| 1920 | 2.985      |
| 1930 | 2.688      |
| 1940 | 2.794      |
| 1950 | 3.094      |
| 1960 | 3.894      |
| 1970 | 5.174      |
| 1980 | 5.294      |
| 1990 | 6.499      |
| 2000 | 8.494      |
| 2010 | 9.098      |
| 2016 | 9.915      |
| 2020 | 10.126     |

¹ 1880–2020: Volkszählungsergebnisse

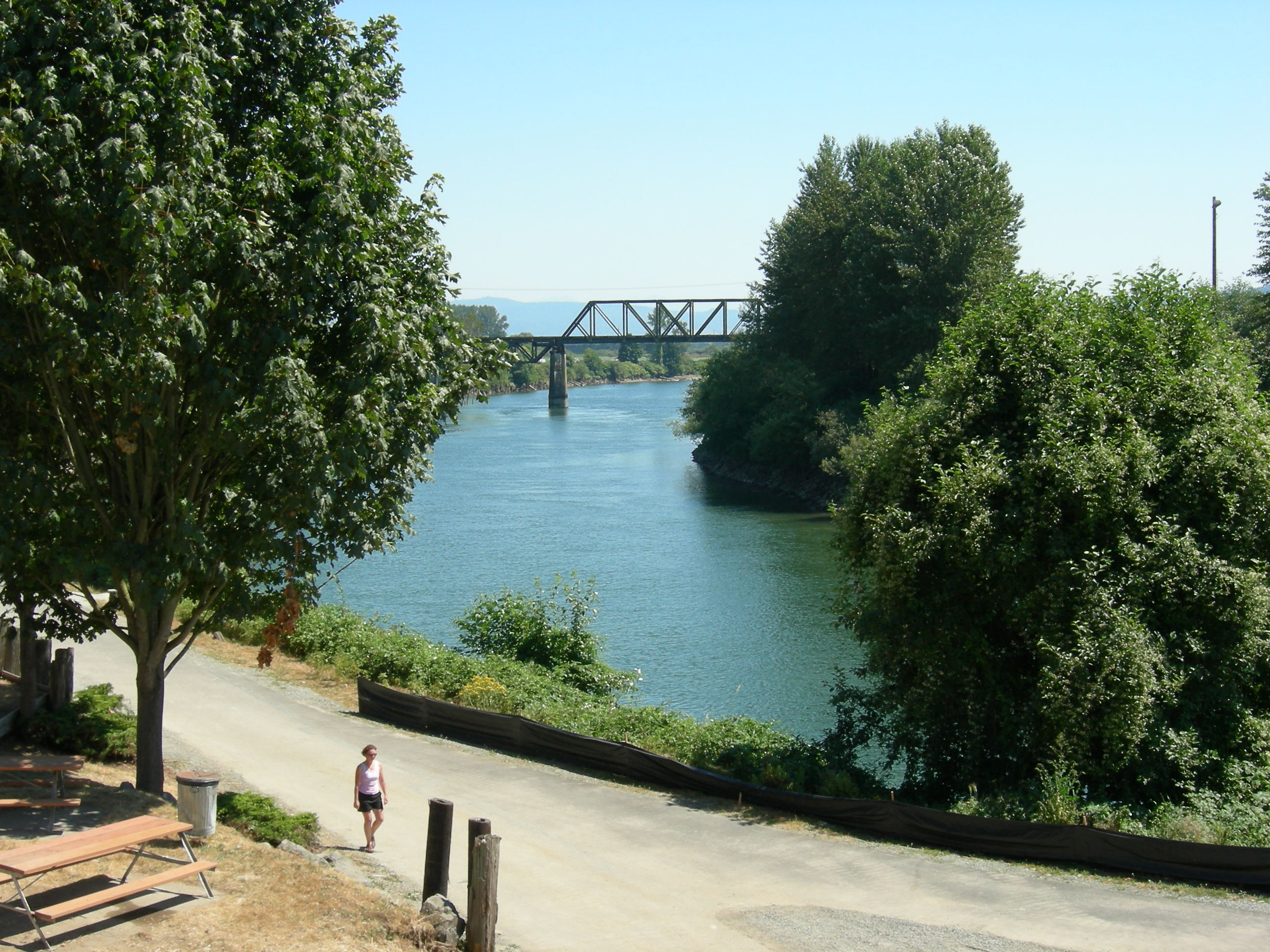
Der Snohomish River von Downtown Snohomish aus (July 2006).

### Census 2000
Nach der Volkszählung von 2000 gab es in Snohomish 8.494 Einwohner, 3.276 Haushalte und 2.099 Familien. Die Bevölkerungsdichte betrug 1301,4 pro km². Es gab 3.444 Wohneinheiten bei einer mittleren Dichte von 527,7 pro km².
Die Bevölkerung bestand zu 93,64 % aus Weißen, zu 0,51 % aus Afroamerikanern, zu 0,55 % aus Indianern, zu 1,25 % aus Asiaten, zu 0,12 % aus Pazifik-Insulanern, zu 1,04 % aus anderen „Rassen“ und zu 2,9 % aus zwei oder mehr „Rassen“. Hispanics oder Latinos „jeglicher Rasse“ bildeten 3,89 % der Bevölkerung.
Von den 3276 Haushalten beherbergten 36,4 % Kinder unter 18 Jahren, 44,9 % wurden von zusammen lebenden verheirateten Paaren, 14,3 % von alleinerziehenden Müttern geführt; 35,9 % waren Nicht-Familien. 29,1 % der Haushalte waren Singles und 9,7 % waren alleinstehende über 65-jährige Personen. Die durchschnittliche Haushaltsgröße betrug 2,47 und die durchschnittliche Familiengröße 3,03 Personen.
Der Median des Alters in der Stadt betrug 34 Jahre. 26,5 % der Einwohner waren unter 18, 8,5 % zwischen 18 und 24, 33,1 % zwischen 25 und 44, 19,3 % zwischen 45 und 64 und 12,7 65 Jahre oder älter. Auf 100 Frauen kamen 91,3 Männer, bei den über 18-Jährigen waren es 87,1 Männer auf 100 Frauen.
Alle Angaben zum mittleren Einkommen beziehen sich auf den Median. Das mittlere Haushaltseinkommen betrug 46.396 US$, in den Familien waren es 61.034 US$. Männer hatten ein mittleres Einkommen von 40.463 US$ gegenüber 33.929 US$ bei Frauen. Das Pro-Kopf-Einkommen betrug 20.917 US$. Etwa 4,1 % der Familien und 7,2 % der Gesamtbevölkerung lebte unterhalb der Armutsgrenze; das betraf 6,1 % der unter 18-Jährigen und 10,4 % der über 65-Jährigen.

### Census 2010
Nach der Volkszählung von 2010 gab es in Snohomish 9.098 Einwohner, 3.645 Haushalte und 2.259 Familien. Die Bevölkerungsdichte betrug 1021,2 pro km². Es gab 3.959 Wohneinheiten bei einer mittleren Dichte von 444,4 pro km².
Die Bevölkerung bestand zu 89 % aus Weißen, zu 0,5 % aus Afroamerikanern, zu 1,1 % aus Indianern, zu 2,1 % aus Asiaten, zu 0,3 % aus Pazifik-Insulanern, zu 3,6 % aus anderen „Rassen“ und zu 3,5 % aus zwei oder mehr „Rassen“. Hispanics oder Latinos „jeglicher Rasse“ bildeten 8 % der Bevölkerung.
Von den 3645 Haushalten beherbergten 34,8 % Kinder unter 18 Jahren, 40,5 % wurden von zusammen lebenden verheirateten Paaren, 15,4 % von alleinerziehenden Müttern und 6,1 % von alleinstehenden Vätern geführt; 38 % waren Nicht-Familien. 30,2 % der Haushalte waren Singles und 9,8 % waren alleinstehende über 65-jährige Personen. Die durchschnittliche Haushaltsgröße betrug 2,41 und die durchschnittliche Familiengröße 2,99 Personen.
Der Median des Alters in der Stadt betrug 37,8 Jahre. 24,3 % der Einwohner waren unter 18, 8,4 % zwischen 18 und 24, 27,7 % zwischen 25 und 44, 27,9 % zwischen 45 und 64 und 11,7 65 Jahre oder älter. Von den Einwohnern waren 48,2 % Männer und 51,8 % Frauen.

## Legislative und Politik
Snohomish wird von einem Bürgermeister und einem Stadtrat regiert; der Bürgermeister und der siebenköpfige Stadtrat werden gewählt. Von 1971 bis 2017 arbeitete die Stadt mit einer Stadtverwaltung; nach einer Abstimmung 2016 wurde dies aufgrund einer Mehrheit von 11 Stimmen geändert.

## Bildung
Snohomish wird vom Snohomish School District versorgt. Die öffentlichen Schulen des Bezirks sind: die Snohomish High School, die Glacier Peak High School, die AIM High School (Alternate High School), die Centennial Middle School, die Valley View Middle School, die Dutch Hill Elementary, die Emerson Elementary, die Riverview Elementary, die Cascade View Elementary, die Machias Elementary, die Seattle Hill Elementary, die Totem Falls Elementary, die Cathcart Elementary und die Central Elementary. Private Schulen in Snohomish sind die Zion Lutheran School und die Peaceful Glen Christian School, die jedoch im Juni 2015 geschlossen wurde. Die wachsende Schülerzahl im Bezirk führte im Herbst 2007 zur Eröffnung der Little Cedars Elementary School und im Herbst 2008 zur Eröffnung der Glacier Peak High School. Teile von Snohomish, einschließlich der Maltby Elementary School und der Hidden River Middle School gehören zum Monroe School District. Die Studenten, die diese Schulen besuchen, gehen weiter zur Monroe High School in Monroe (Washington).
Die St. Michael Catholic School eröffnete im Herbst 2007 gleichfalls eine Vorschule und eine Schule.

## Persönlichkeiten
- Earl Averill (1902–1983) – Baseballspieler in der Major League
- Jon Brockman (* 1987) – Profi-Basketballer
- Tom Cable (* 1964) – Offensive line coach und Assistant head coach der Seattle Seahawks
- E. F. Cady – Mitgründer von Snohomish (ursprünglich Cadyville)
- Adam Eaton – Baseball Pitcher in der Major League
- David Eddings (1931–2009) – Fantasy-Autor
- Emory C. Ferguson – Mitbegründer von Snohomish
- Keith Gilbertson – American-Football-Trainer
- Larry Gunselman – ehemaliger NASCAR-Fahrer
- Kevin Hamlin – NASCAR-Fahrer
- Curt Marsh – ehemaliger NFL-Spieler für die Oakland Raiders
- Jeff Ogden – ehemaliger NFL-Spieler
- Jim Ollom – Baseball-Spieler
- John Patric – Autor, Journalist und Politiker
- Don Poier – Sportreporter
- Theodore Rinaldo – religiöser Führer der Eden Farms und verurteilter Kinderschänder
- Chrissy Teigen – Model
- Earl Torgeson – Baseball-Spieler in der Major League
- Fred W. Vetter, Jr. – USAF-Brigadegeneral
- Brooke Whitney – Eishockeyspieler für die Northeastern Huskies
- Bret Ingalls – Offensive Line Coach der New Orleans Saints